# Clingon
Clingon（クリンゴン）は、日本のバンド。1994年結成。歌詞は日本語で作成することにこだわり、ソウルテイストの楽曲に乗せたピアノ・ロックで人気を集める。2006年に一度活動休止するも2009年に活動再開し、以降も活動中。

## メンバー
- 木村ひさし
  - ボーカル、キーボード、ギター。
  - 大半の作品を作詞作曲。
  - 活動休止中はソロで活動する他、アナログフィッシュのサポートとして活動。

- 丸尾和正
  - ドラム。活動休止中は「赤丸」「LIGHT HEADZ」で活動[2]。

## 旧メンバー
- 小林浩士
  - ギター、一部曲でボーカル。

- 鈴木大輔
  - ベース。

## 来歴
1994年、大阪府高槻市のスタジオの常連だった木村・鈴木・丸尾の3名で結成。
1997年に小林が正式加入し、メジャー・デビュー時のメンバーが集結する。
1999年、インディーズからアルバム「cliff and wagon」をリリース。
2000年にPLAGUESの深沼元昭プロデュースでシングル「恋は、あいにく」を東芝EMIからリリースしてメジャー・デビュー。同年中に2枚のアルバムを出し、精力的に活動する。
2002年末に鈴木が脱退、メジャーとの契約終了に伴い活動をインディーズに戻し、1枚のシングル、1枚のアルバムをリリース。
2003年に小林の脱退と共に活動休止。
2009年、結成15年を記念したライブ「15年目の約束」をもって活動を再開。

## ディスコグラフィー

### その他のCD
- The Many Moods Of Smiley Smile （2003年7月30日）

オムニバスアルバム。「STAR」に収録の「犬と兵士」が収録されている。